# Торр, Мишель
Мишель Торр (фр. Michèle Torr, род. 7 апреля 1947, Пертюи) — французская эстрадная певица.
Одна из самых известных на родине и за границей французских певиц, записавшая к 2015 году 58 альбомов, более 70 дисков, разошедшихся общим тиражом более 35 млн экземпляров, и давшая более 5000 концертов во Франции, других европейских странах, Канаде, Бразилии, США и Японии, обладательница 30 золотых и одного платинового диска. За свой мощный голос с необычным тембром и хрипловатыми модуляциями получила прозвище «Белокурой Пиаф».

## Биография
Настоящее имя Мишель Одетта Клеберта Тор (Michelle Odette Kléberte Tort).
Старшая дочь Шарля и Клеманты Тор, родилась в Нижнем Провансе, в городке Пертюи в живописном районе Люберон, детство провела в Куртезоне. С шести лет занималась пением, вдохновляясь творчеством Эдит Пиаф.
В 1962 приняла участие в музыкальном конкурсе на радио, организованном мэрией Авиньона, «Поем в своем квартале». Исполнив песню Пиаф Exodus, одержала победу, обойдя другую будущую знаменитость — Мирей Матье. Призом были 120 франков и участие в концерте Жака Бреля в Папском дворце в Авиньоне.
В октябре 1963 подписала в Париже свой первый контракт с компанией звукозаписи Mercury Records; по легенде, это произошло в самый день смерти Пиаф. 13 января 1964 вышла её первая 45-ка Dans ma rue, затем второй мини-альбом Dans mes bras oublie ta peine, имевшие успех у публики. В том же году впервые выступила в «Олимпии», вместе с Энрико Масиасом открывая представление Клода Франсуа.
В 1966 представляла Люксембург на конкурсе Евровидения с песней Ce soir je t’attendais. К этому времени певица изменила имидж, став из брюнетки обесцвеченной блондинкой.
Во второй половине 1960-х входила в состав музыкальных объединений Salut les copains и Âge tendre et tête de bois, вместе с Сильви Вартан, Джонни Холлидеем, Шейлой и Кристофом.
В 1969 снялась в Испании в малобюджетном и малоудачном испано-канадском детективном фильме «Драгоценности дьявола» (Las joyas del diablo; во Франции был показан под названием Le diable aime les bijoux (недоступная ссылка) («Дьявол любит драгоценности»). Впоследствии вспоминала о своем актерском опыте с иронией.
В 1970 участвовала в музыкальном фестивале в Японии, выиграв первый приз как лучший исполнитель французской песни. В следующем году выступала с песней Шарля Дюмона Rire ou pleurer на фестивале в Рио-де-Жанейро на стадионе Маракана.
В 1972 сменила компанию звукозаписи, подписав контракт с фирмой AZ. В 1970-х — 1980-х находилась на пике популярности, ежегодно давая около 250 концертов. В это время песни для неё писали лучшие французские авторы, в том числе Пьер Деланоэ, Дидье Барбеливьен и Жиль Бернем. В этот период были записаны наиболее известные альбомы: «Une vague bleue» (1974), «Je m’appelle Michelle» (1976), «Une petite française» (1977), «Emmène-moi danser ce soir» (1978; продано 3 млн экземпляров), «Discomotion» (1979), «J’en appelle à la tendresse» (1981), «A faire pleurer les femmes» (1981), «Midnight blue en Irlande» (1983), «I remember you» (1987), «Argentina» (1989).
В 1977 представляла на конкурсе Евровидения княжество Монако, и заняла 4-е место с песней «Une petite française».
В феврале 1980 состоялось первое сольное выступление Мишель Торр в «Олимпии». Концерты шли с аншлагом в течение месяца. После этого триумфа певица ещё десять раз выступала на самой престижной концертной площадке Франции: в 1983, 1986, 1996, 1998, 2002, 2003, 2005, 2008 и 2011 годах.
1990-е годы были более трудными, чем предыдущие два десятилетия, певице пришлось выплачивать долг в 5 млн, оставшийся от бывшего мужа, и смена поколений привела к снижению её популярности. С 1996 она сама продюсирует свои альбомы: Seule, Portrait de scènes, C’est l’amour, Ces années-là! и другие.
В 2004 Мишель Торр отметила 40-летие профессиональной карьеры, выпустив диск C’est l’amour с песнями из репертуара Эдит Пиаф.
В 2005 выпустила автобиографию La couleur des mots («Цвет слов»). В мае 2012 дала шесть концертов в Квебеке, собравших 60 тыс. зрителей. В октябре 2012 — марте 2013 прошло триумфальное турне по Бельгии и Франции (50 концертов). В 2013 состоялись ещё два концертных тура в Квебеке, а в мае 2015 концерт в Лас-Вегасе.

## Личная жизнь
В середине 1960-х жила с певцом Кристофом, в 1967 родила сына Ромена. Кристоф отказался признать отцовство. В 1969 вышла замуж за Жака Видаля, усыновившего Ромена. В 1973 родила дочь Эмили. Брак распался через 20 лет, и в 1995 Мишель вышла замуж за Жан-Пьера Мюрзийи. Этот брак оказался недолгим: в 1997 супруги развелись по обоюдному согласию, но до сих пор продолжают жить вместе.
У Мишель четверо внуков: Шарлотта, Самюэль, Нина и Рафаэль.
Певица активно занимается гуманитарной деятельностью, помогая благотворительной организации Opération Orange, является почетным президентом ассоциации Ressource в Экс-ан-Провансе, занимающейся помощью больным раком, а в прошлом оказывала поддержку сестре Эмманюэль, которой посвятила песню Son paradis c’est les autres (2008).

## Награды
В 1997 стала рыцарем ордена Искусств и литературы, получив медаль из рук Лин Рено. 2 декабря 2002 возведена в ранг великого офицера ордена Искусств и литературы. В 2016 году стала командором ордена Искусств и литературы.

## Дискография (Франция)

### Синглы
- 1968 — Lady Winchester
- 1968 — L’homme qui trahit la mafia (bande originale du film) — Fleur de pavot
- 1969 — Notre chanson
- 1969 — Un homme dans ma vie
- 1969 — Aime
- 1969 — Une fille nommée Amour (bande originale du film) — Dis Pierrot
- 1970 — Les papillons
- 1971 — Ça pourrait être vrai
- 1971 — Bye bye l’amour
- 1971 — C’était un petit homme
- 1972 — Aime celui qui t’aime
- 1973 — Les amoureux
- 1973 — Un enfant c’est comme ça
- 1974 — Une vague bleue
- 1975 — Un disque d’amour
- 1975 — Cette fille c’était moi
- 1976 — Je m’appelle Michèle
- 1976 — Il viendra
- 1977 — Une petite française
- 1977 — J’aime
- 1977 — Petit Papa Noël
- 1978 — Emmène-moi danser ce soir
- 1978 — La séparation
- 1979 — Discomotion
- 1979 — Quand un homme a du charme
- 1980 — Chanson inédite
- 1980 — Pendant l’été
- 1980 — Lui
- 1981 — De l’amour
- 1981 — J’en appelle à la tendresse
- 1982 — Ceux du parking
- 1982 — À faire pleurer les femmes
- 1983 — Midnight blue en Irlande
- 1983 — Adieu
- 1984 — Le voyage en bateau
- 1984 — Pas bien dans sa vie
- 1984 — Donne-moi la main, donne-moi l’amour
- 1985 — Chanson Napolitaine
- 1986 — Aventurier
- 1986 — France ton romantisme fout l’camp
- 1986 — Amsterdam
- 1986 — Qui
- 1987 — I Remember You
- 1988 — Et toute la ville en parle
- 1988 — Je t’avais rapporté
- 1989 — Je pense à vous
- 1989 — Argentina
- 1990 — Victime de l’amour
- 1991 — Ophélia
- 1993 — À mi-vie
- 1993 — Mon sud
- 1993 — La prière sévillanne
- 1995 — À nos beaux jours
- 1995 — Sortir ensemble
- 1999 — Je te dis oui

### Мини-альбомы
- 1964 — Dans ma rue
- 1964 — Dans mes bras oublie ta peine
- 1964 — S’il m’aime
- 1965 — On se quitte
- 1965 — Dis-moi maintenant
- 1965 — La grande chanson
- 1966 — Ce soir je t’attendais
- 1966 — Le film est trop lon
- 1966 — Dandy
- 1967 — Pauvre cœur
- 1967 — Only you
- 1968 — Mon ange

### Альбомы
- 1964 — Dans mes bras oublie ta peine
- 1965 — Dis-moi maintenant
- 1966 — Ce soir je t’attendais
- 1970 — Tous les oiseaux reviennent
- 1974 — Un disque d’amour…
- 1976 — Je m’appelle Michèle
- 1976 — Jezebel
- 1977 — Une petite française
- 1977 — J’aime
- 1978 — Emmène-moi danser ce soir
- 1979 — Chanson inédite
- 1980 — Lui
- 1981 — J’en appelle à la tendresse
- 1982 — Olympia 83
- 1983 — Midnight blue en Irlande
- 1983 — Adieu
- 1984 — Donne-moi la main, donne-moi l’amour
- 1986 — Je t’aime encore
- 1986 — Qui
- 1987 — Chansons de Toujours
- 1987 — I remember you
- 1988 — Je t’avais rapporté
- 1989 — Argentina
- 1991 — Vague à l’homme
- 1993 — À mi-vie
- 1993 — Olé Olé
- 1994 — Je m’appelle Michèle
- 1994 — Chansons de toujours
- 1994 — Emmène moi danser ce soir
- 1994 — Ce soir je t’attendais
- 1994 — Sixties oldies
- 1995 — À nos Beaux Jours
- 1997 — Seule
- 2000 — Olympia 70′
- 2000 — Michèle Torr
- 2002 — Donner
- 2003 — Michèle Torr chante Piaf — C’est l’amour
- 2006 — La louve
- 2008 — Cette année-là
- 2008 — Olympia 2008 (2 CD)
- 2011 — Best Of Michelle Torr (3 CD)
- 2012 — Chanter c’est prier
- 2015 — Diva